# Ramiro I av Aragonien
Ramiro I (d. 8 maj 1063) var den första kungen av Aragonien. Han var utomäktenskaplig son till Sancho III av Pamplona och dennes älskarinna Sancha de Aybar. Ramiro tros ha blivit adopterad av sin fars hustru Mayor eftersom han var den ende som kom till hennes hjälp när hon var illa ute. Det finns inte några skrivna källor om deras förhållande men man kan anta att de stod varandra nära.

## Biografi
Under sin fars styre fick Ramiro ett antal ägor i grevskapet Aragonien och senare när fadern dog fick han rätten till hela Aragonien och fick titeln hovmästare (? engelska: steward), som var detsamma som kung. På grund av den lilla storleken på det nya kungariket Aragonien och den nya huvudstaden Jaca, fick han namnet den lille kungen (engelska: petty king). Men kyrkan, hans grannar, hans vasaller och hans söner såg honom som en riktig kung. Själv kallade han sig dock bara för Ranimiro Sancioni regis filio (Ramiro, son till kung Sancho).
Ramiro I försökte utöka sitt rike genom att lägga beslag på land ifrån såväl morerna som ifrån sin bror. År 1043 invaderade han Navarra, men han blev besegrad i slaget vid Taffalla. 1045 lade han beslag på Sobrarbe och Ribagorza efter sin yngste halvbror Gonzalos död.
Innan Ramiro gifte sig hade han en älskarinna vid namn Amuña som födde honom en son, Sancho Ramírez. 

## Familj
Ramiro gifte sig senare med Gisberga, dotter till Bernard Roger av Bigorre, den 22 augusti 1036. Gisberga ändrade efter giftermålet sitt namn till Ermesinda. Paret hade fem barn.
Ramiro I:s barn (med Gisberga/Ermesinda) var:
- Sancho Ramírez, Ramiros efterträdare.
- García, biskop av Jaca.
- Sancha, som var gift med Armengol III av Urgel.
- Urranca, som var nunna i klostret Santa Cruz de la Serós.
- Theresa, som var gift med Guillaume-Bertrand av Provence.

Ramiros andra hustru var Agnes, dotter till hertigen av Akvitanien. Inga efterlevande är kända från det äktenskapet.
Ramiro dog i slaget vid Graus 1063.